# Airdrie (circonscription électorale)
Pour les articles homonymes, voir Airdrie.
Circonscription électorale provinciale du Canada
Airdrie est une ancienne circonscription électorale provinciale de l'Alberta (Canada), située au nord de Calgary. Elle comprend la ville d'Airdrie.
La circonscription est dissoute lors de la redistribution des limites électorales de 2017, et des parties de la circonscription forment les circonscriptions électorales nouvellement créées d'Airdrie-Cochrane et d'Airdrie-Est.

## Liste des députés
| Années | Années      | Député       | Parti politique           |
| ------ | ----------- | ------------ | ------------------------- |
|        | 2012 - 2014 | Rob Anderson | Wildrose                  |
|        | 2014 - 2015 | Rob Anderson | Progressiste-Conservateur |
|        | 2015 - 2017 | Angela Pitt  | Wildrose                  |
|        | 2017 - 2019 | Angela Pitt  | Conservateur uni          |

## Résultats électoraux
| Élection générale albertaine de 2015 : Airdrie | Élection générale albertaine de 2015 : Airdrie | Élection générale albertaine de 2015 : Airdrie | Élection générale albertaine de 2015 : Airdrie | Élection générale albertaine de 2015 : Airdrie | Élection générale albertaine de 2015 : Airdrie |
| Parti                                          | Parti                                          | Candidat                                       | Voix                                           | %                                              | ± %                                            |
| ---------------------------------------------- | ---------------------------------------------- | ---------------------------------------------- | ---------------------------------------------- | ---------------------------------------------- | ---------------------------------------------- |
|                                                | Wildrose                                       | Angela Pitt                                    | 7 499                                          | 35,13 %                                        | -23,03 %                                       |
|                                                | Néo-démocrate                                  | Chris Noble                                    | 6 368                                          | 29,83 %                                        | +25,67 %                                       |
|                                                | Progressiste-Conservateur                      | Peter Brown                                    | 6 168                                          | 28,89 %                                        | -3,79 %                                        |
|                                                | Parti de l'Alberta                             | Jeremy Klug                                    | 913                                            | 4,28 %                                         |                                                |
|                                                | Indépendant                                    | Jeff Willerton                                 | 400                                            | 1,87 %                                         | +0,27 %                                        |
| Total                                          | Total                                          | Total                                          | 21 348                                         | 100,00 %                                       |                                                |